# 空知トンネル
空知トンネル（そらちトンネル）は北海道空知郡南富良野町字金山と同町字東鹿越を結ぶ北海道旅客鉄道（JR北海道）根室本線の鉄道トンネルであり、金山駅と東鹿越駅の間に位置している。
金山ダム建設によって水没する旧ルートから新ルートに切り替わるため、1966年（昭和41年）9月29日の新ルート開通に伴い開通した。長さは2,255m。
東鹿越駅寄りの坑口手前でかなやま湖（空知川）を渡っている。
当トンネルを含む根室本線の富良野駅から新得駅間は2024年（令和6年）4月1日に廃止されたため、用途を失った。
座標: 北緯43度8分31.6秒 東経142度28分3.2秒 / 北緯43.142111度 東経142.467556度